# Відкидний ствол

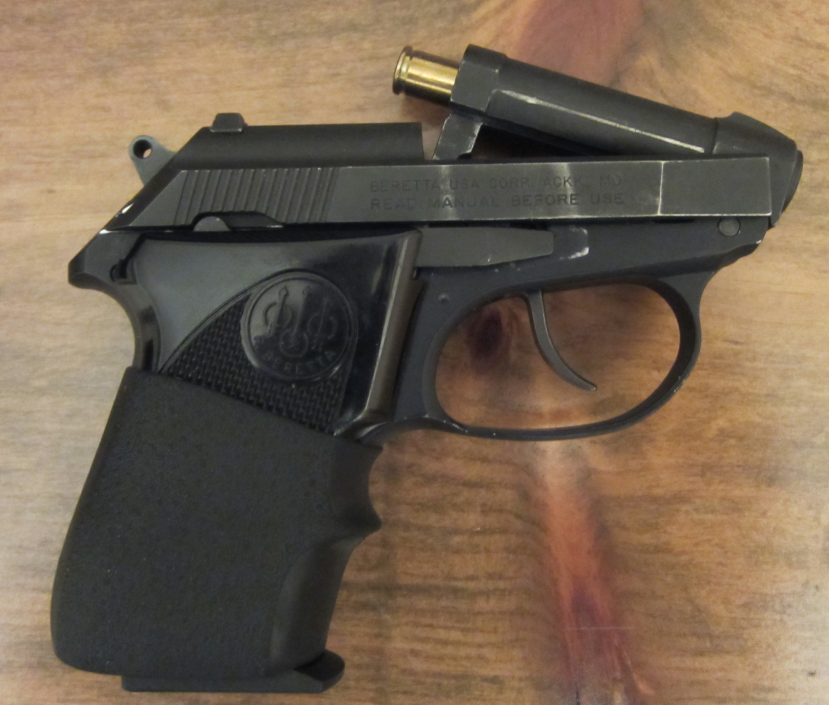
Відкидний ствол пістолета .32 ACP Beretta

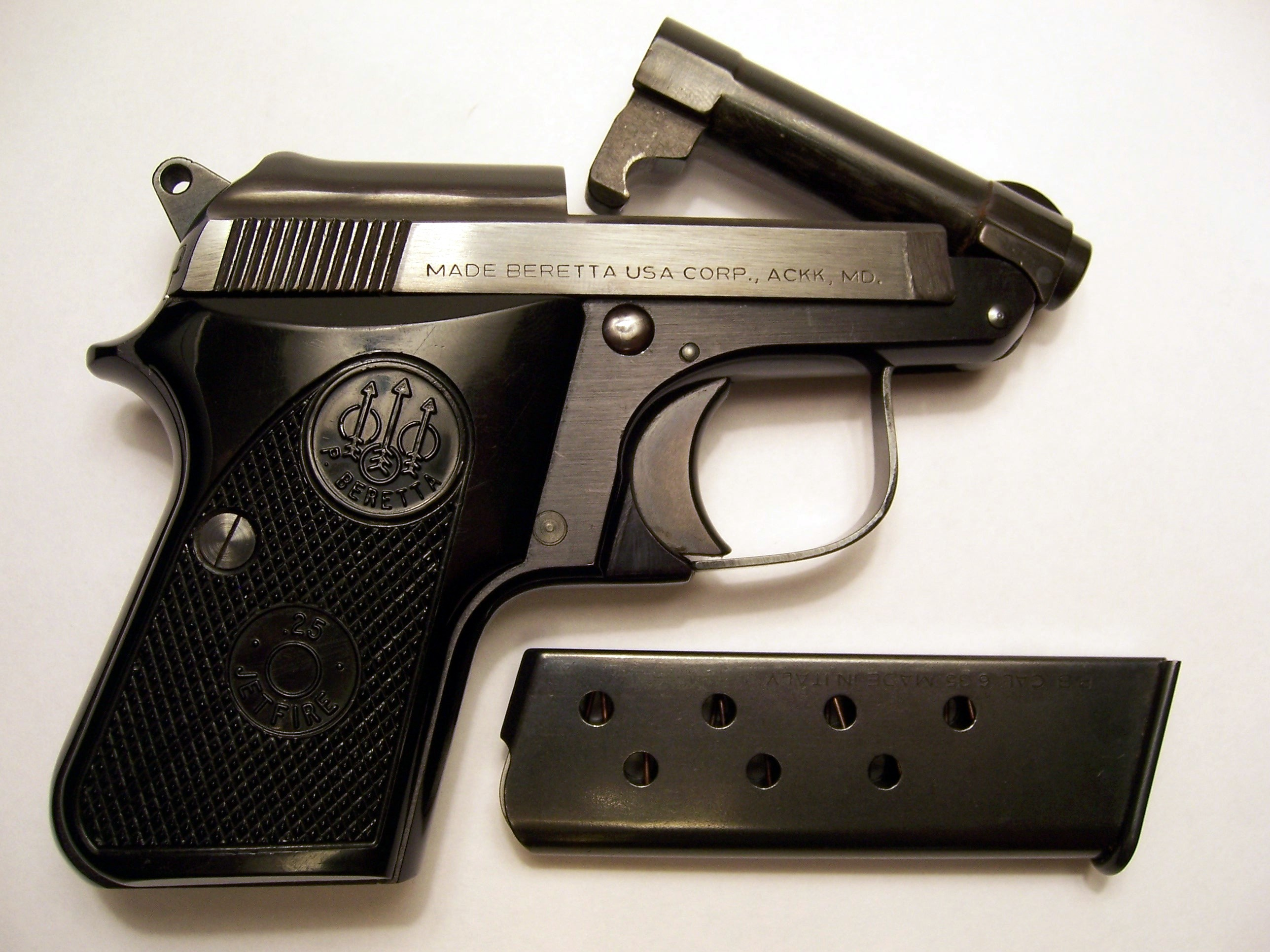
Відкидний ствол пістолета .25 ACP Beretta Jetfire

Відкидний ствол різновид конструкції самозарядного пістолета в якій ствол можна підняти догори від бойка, обертаючи його на штифті, який вставлено у ствольну коробку поряд з дуловим зрізом. Така конструкція дозволяє вставити набій безпосередньо у патронник, замість подачі з магазина. Стрільці яким не достатньо сили в руках, що дослати перший набій в патронник шляхом відтягування затвора, можуть просто відкинути ствол і вставити набій для першого пострілу.

## Пістолети з відкидним стволом
- JO.LO.AR.[en]
- Taurus PT22[en]
- Beretta 3032 Tomcat[en]
- Beretta 950[en]
- Beretta 21A Bobcat[en]
- Beretta Cheetah[en] (деякі моделі)
- Le Français[en] (пістолет)